# Большеизыракский сельсовет
Большеизыракский сельсовет — сельское поселение в Маслянинском районе Новосибирской области Российской Федерации.
Административный центр — село Большой Изырак.

## История
Статус и границы сельского поселения установлены Законом Новосибирской области от 2 июня 2004 года № 200-ОЗ «О статусе и границах муниципальных образований Новосибирской области»

## Население
| 2002 | 2010 | 2012 | 2013 | 2014 | 2015 | 2016 |
| ---- | ---- | ---- | ---- | ---- | ---- | ---- |
| 905  | ↘805 | ↗810 | ↗812 | ↘803 | ↗804 | ↘801 |
| 2017 | 2018 | 2019 | 2020 | 2021 |      |      |
| ↘796 | ↘785 | ↘767 | ↘744 | ↘722 |      |      |

## Состав сельского поселения
| № | Населённый пункт | Тип населённого пункта       | Население |
| - | ---------------- | ---------------------------- | --------- |
| 1 | Большой Изырак   | село, административный центр | ↘594      |
| 2 | Верх-Ики         | деревня                      | ↗211      |